# Dracaena angustifolia
Dracaena angustifolia es una especie de planta de la familia de las asparagáceas, anteriormente incluida en las ruscáceas. Se encuentra en el Océano Índico.

## Descripción
Es una planta arbustiva, rizomatosa, que alcanza un tamaño de 1-3 m de altura. Los tallos simples o poco ramificados, con frecuencia los entrenudos más largos que anchos, la corteza lisa grisácea. Las hojas dejan espacio a lo largo de la parte distal de los tallos, son subsésiles o pecioladas indistintamente; el pecíolo de 1 cm, la base de no cubre completamente los entrenudos; la lámina de la hoja casi en forma de espada a linear-oblanceoladas, de 20-45 × 1,5 a 5,5 cm. La inflorescencia es terminal, ramificada, de 30-50 cm, el raquis glabro. Flores en grupos de 2 o 3; pedicelo 7-8 mm. Perianto blanco verdoso, con tubo de 7-8 mm. El fruto es una baya de color naranja, globosa, 0,8 a 1,2 cm de diámetro, con una o dos semillas. Florece en marzo-mayo, fructifica en junio-agosto.

## Distribución y hábitat
Se encuentra en los bosques y matorrales, en Hainan, Taiwán (incluyendo Lan Yu), Yunnan en China y Bután, Camboya, India (incluyendo las islas Andamán), Indonesia, Laos, Malasia, Birmania, Papúa Nueva Guinea, Filipinas, Tailandia, Vietnam y Australia.

## Taxonomía
Dracaena angustifolia fue descrita por (Medik.) Roxb. y publicado en Hortus Bengalensis: 24. 1814.
Etimología
Ver: Dracaena
angustifolia: epíteto latíno que significa "con hojas estrechas".
Citología
El número cromosomático es de:  2 n = 40.
Sinonimia
- Cordyline fruticosa Göpp.
- Cordyline reflexa (Lam.) Endl.
- Cordyline rumphii Hook.
- Dracaena angustifolia var. angustior (Ridl.) Jankalski
- Dracaena angustifolia var. honoriae F.M.Bailey
- Dracaena australasica (Ridl.) Jankalski
- Dracaena ensifolia Wall.
- Dracaena ensiformis Wall. ex Voigt
- Dracaena fruticosa K.Koch
- Dracaena fruticosa Regel
- Dracaena linearifolia Kurz
- Dracaena menglaensis G.Z.Ye
- Dracaena quitensis Baker
- Dracaena rumphii (Hook.) Regel
- Draco fruticosa (K.Koch) Kuntze
- Pandanus inermis Blanco
- Pleomele angustifolia (Medik.) N.E.Br.
- Pleomele angustifolia var. angustior Ridl.
- Pleomele australasica Ridl.
- Pleomele flexuosa (Blume) N.E.Br.
- Pleomele fruticosa (K.Koch) N.E.Br.
- Sansevieria flexuosa Blume
- Sansevieria fruticosa Blume
- Terminalis angustifolia Medik.